# Въто Груев
Въто Груев Груев е български учен. Първи ректор на Висшия институт по зоотехника и ветеринарна медицина в Стара Загора (1974 – 1983), преобразуван в Тракийски университет.
Членувал е в Съюза на учените в България от 1944 г., и в СВО, ВАК, ЦС на НАПС, Висшия съвет по животновъдство при МЗХП, Централното ръководство на СНР в България и на НТС-София, Научния съвет на ИЖ–Костинброд и НИГО–Стара Загора, ИЕ–Карнобат, СНС по животновъдство, ВАК и НПОГО–София, Съвет по животновъдство при ВИЗВМ–Стара Загора. Бил е председател на Научния съвет и научните колективи за кафявото говедо при МЗХП.
Автор е на над 160 научни труда, публикации и специализирани учебници и помагала – 55 научни работи, 6 учебника, 3 самостоятелни книги и над 100 статии в ежедневния и периодичен печат. По-значимите му научни трудове са: „Проучване корелациите между млечността, влакнодайността и живото тегло при някои разпространени в България породи овце“, „Установяване количеството на остатъчното мляко при доене на овцете“ и др.
Научните области, в които работи са закономерностите в растежа на различните видове селскостопански животни, корелации между основните стопански качества при различните видове животни, закономерности във функциите на млечната жлеза и лактацията, организация и икономика на домашните животни, видова структура на животновъдството, прогнози за решаването му в отделни екологични райони на страната, проблеми на учебните планове и програмите на специалните дисциплини и др. Значителна част от научните му разработки са посветени на изясняване на структурата на регионалното и национално животновъдство.
През 2015 г. в град Стара Загора е поставена паметна плоча в негова чест в Тракийския университет.

## Биография
Роден е на 18 декември 1915 г. в село Шишенци, Царство България. Баща му Груйо Груев Петков е участник във войните през 1912 – 1918 г. и носител на ордени за храброст, във Владайското въстание (1918) и в Септемврийското въстание (1923). Началното си и основно образование завършва в родното си село и в село Бойница. През 1935 г. завършва с отличен успех средното си образование във Видинската гимназия, а през 1943 г. висшето си образование в Агрономо-лесовъдния факултет на Софийския университет „Св.Климент Охридски“, със специалност „земеделие-животновъдство“, отново като първенец на випуска. Мобилизиран е и служи във войсковите части охраняващи Солун, където се включва в антифашистката дейност, а по-късно участва в първата фаза на Втората световна война. След завръщането си в страната е назначен за директор на Допълнителното земеделско училище в град Димово, където сключва брак с колежката си Евгения Аристотелова Георгиева, родена в село Сланотрън, по-късно станала доцент по икономика и счетоводство.
През периода 1945 – 1947 г. е асистент в СУ, ВСИ „Васил Коларов“ в София и в катедра „Частно животновъдство“ на Агрономо-животновъдния факултет на Пловдивския университет „Паисий Хилендарски“ и активно участва в изграждането на първите кооперативни стопанства във Видинския край и Пловдивско. От 1947 г. е доцент, а от 1960 г. е професор във Висшия селскостопански институт във Пловдив, като в периода 1964 – 1966 г. е и негов заместник–ректор. От 1966 до 1974 г. е сътрудник в Управление на висшето образование към Комитета за наука, технически прогрес и висше образование. От 1974 до 1976 г. е заместник–ректор на СА „Георги Димитров“ – София. През 1976 г. става ректор на Висшия институт по зоотехника и ветеринарна медицина в Стара Загора и го ръководи до 1984 г.
Умира на 24 август 2006 г. в София, България.

## Отличия
Носител е на много юбилейни медали, отличия и награди, между които и ордените „Червено знаме на труда“ през 1975 г. – по повод на 60-та си годишнина и „9 септември 1944 г.“, Заслужил деятел на науката през 1978 г. През 1984 г. е удостоен със званието „Почетен гражданин на Стара Загора“.